# استیسی هایدوک
استیسی هایدوک (انگلیسی: Stacy Haiduk؛ زادهٔ ۲۴ آوریل ۱۹۶۸) یک هنرپیشه اهل ایالات متحده آمریکا است.

## گزیده فیلمشناسی
از فیلم‌ها یا برنامه‌های تلویزیونی که وی در آن نقش داشته‌است می‌توان به آثار زیر اشاره کرد.
- در اعماق دریا (۱۹۹۳-۱۹۹۶)
- یک غریبه کامل (۱۹۹۴)
- به‌سوی جنوب (۱۹۹۴)
- افسون‌شده (۱۹۹۹)
- پرستار بتی (۲۰۰۰)
- پرونده‌های ایکس (۲۰۰۰)
- بخش فوریت‌های پزشکی (مجموعه تلویزیونی) (۲۰۰۱)
- سی‌اس‌آی: میامی (۲۰۰۳)
- ان‌سی‌آی‌اس (۲۰۰۴)
- سی‌اس‌آی: نیویورک (۱۰۰۶)
- قهرمان‌ها (مجموعه تلویزیونی) (۲۰۰۶–۲۰۰۷)
- فرار از زندان (۲۰۰۸–۲۰۰۹)
- مهره سوخته (۲۰۰۹)
- روزهای زندگی ما (۲۰۱۰)
- خون حقیقی (۲۰۱۳–۲۰۱۴)
- جنگ ستارگان: جمهوری قدیم (۲۰۱۱)